# Croismare
Croismare – miejscowość i gmina we Francji, w regionie Grand Est, w departamencie Meurthe i Mozela.
Według danych na rok 1990 gminę zamieszkiwało 638 osób, a gęstość zaludnienia wynosiła 41 osób/km² (wśród 2335 gmin Lotaryngii Croismare plasuje się na 516. miejscu pod względem liczby ludności, natomiast pod względem powierzchni na miejscu 317.).